# Eglwyswrw
Eglwyswrw  o Eglosserrow, és un poble, comunitat i parròquia de l'antic Cantref de Cemais, Pembrokeshire, Gal·les. El poble es troba entre Newport i Cardigan a la cruïlla de la carretera A487 i la B4332 a una altitud de 130 metres (430 ft) les xarxes TRS.
El poble es troba al cor de la zona de parla gal·lesa de Pembrokeshire; la seva història es remunta almenys a l'època normanda i hi ha 19 edificis catalogats a la comunitat.

## Història

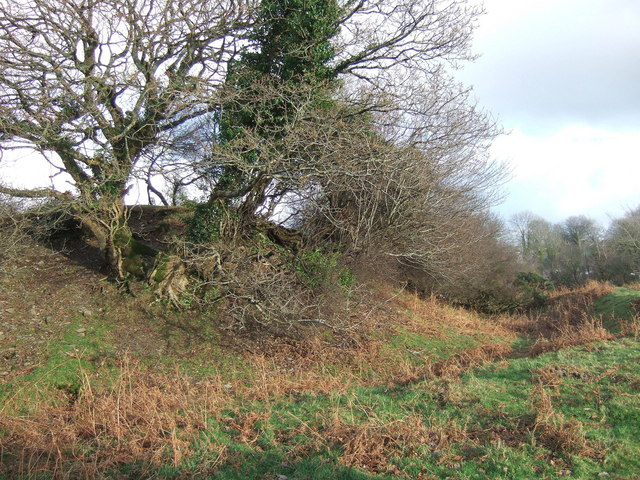
Restes de Norman motte-and-bailey

Hi ha molt d'interès arqueològic a la comunitat d'Eglwyswrw i als voltants, i el poble està registrat des de l'època normanda ; al costat oest del poble hi ha una petita motte normanda, designada Castell Eglwyswrw per Coflein.
La naturalesa sagrada del lloc on ara es troba l'església (vegeu també Culte, més avall) pot datar d'abans del segle VIII, però hi va haver una església normanda posterior, el registre més antic de la qual és l'any 1291. Un mapa de 1578 a la Biblioteca Britànica mostra la parròquia d'Eglwyswrw com Eglosserrow, possiblement una interpretació fonètica anglesa del nom.
El poble va acollir diverses fires importants, inclosa la Fira de Meigan ( Ffair Feigan ) almenys des de 1794. Un informe de 1915 va enumerar els preus dels animals i va observar una disminució dels preus dels cavalls.
A mitjans del segle XIX, la parròquia d'Eglwyswrw ocupava 3,664 acres (1,483 ha)les xarxes TRS
El 1895, després de la mort del terratinent local W. Mathias, es van subhastar propietats i terres que cobrien gairebé la totalitat del poble en 16 lots per una suma total de prop de 7.000 lliures esterlines; part de la propietat, que incloïa dos pubs, el Butchers Arms i The Plough, va ser comprada pels llogaters.

Stephen Lewis, que hi havia nascut, va celebrar el seu 102è aniversari el 1923. Havia estat mestre d'escola local als 13 anys, però va passar la major part de la seva vida com a treballador agrícola. Va morir als 103 anys, sense haver vist mai un metge.

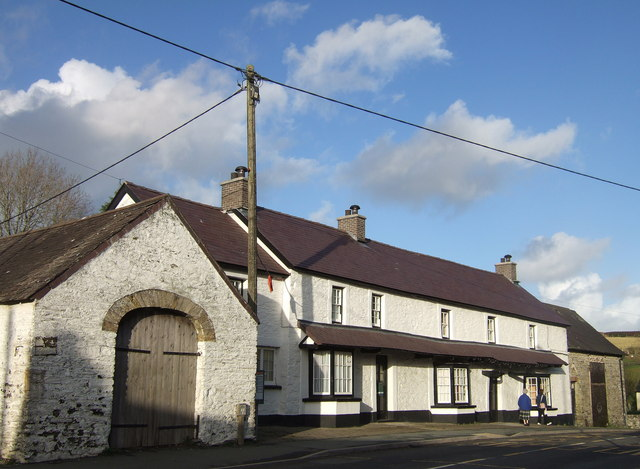
Serjeants Inn

Eglwyswrw War Memorial enumera els noms de 24 soldats de la parròquia que van perdre la vida a la Primera Guerra Mundial, i un a la Segona Guerra Mundial L'any 2014 es va erigir un nou Memorial de Guerra al cementiri.
El gener de 2016, Eglwyswrw va ser jutjat com el poble més humit de Gran Bretanya durant 92 anys, després d'haver patit pluges durant 85 dies consecutius des del 26 d'octubre de 2015, cinc dies menys del rècord britànic.
El 2022, Eglwyswrw es va convertir en el primer lloc del Regne Unit a tenir un pal de telèfon mòbil fora de xarxa.

### Llocs significatius
La Comissió Reial dels Monuments Antics i Històrics de Gal·les de 2008 va enumerar 85 llocs d'importància dins de la comunitat d'Eglwyswrw.

### Demografia
La població s'ha mantingut força constant a mitjans de centenars des de principis del segle XIX ( OPCS ):
| Data     | 1801 | 1831 | 1861 | 1891 | 1921 | 1951 | 1981 | 2001 | 2011 |
| Població | 434  | 563  | 490  | 419  | 335  | 366  | 369  | 732  | 724  |

## Administració

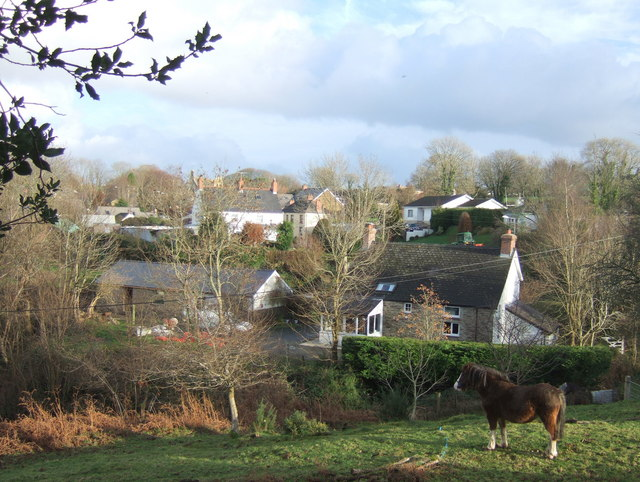
Vista sobre Eglwyswrw

Eglwyswrw té el seu propi consell comunitari electe i forma part del barri electoral de Cilgerran per a les eleccions al Consell del Comtat de Pembrokeshireles xarxes TRS La comunitat d'Eglwyswrw inclou la parròquia de Meline, la part nord de Llanfair-Nant-Gwyn i la part sud-est de Nevern, inclosa Brynberianles xarxes TRS El barri de Crymych parlava un 60% de gal·lès el 2011, una petita disminució respecte al 63% del 2001.

## Equipaments
A més d'allotjaments amb cuina, Eglwyswrw inclou una església parroquial, restes normandes, una escola comunitària i llocs d'interès propers. Una botiga agrícola, una benzinera i una botiga es troben a mitja milla al sud del poble a la cruïlla de les carreteres A487 i B4329les xarxes TRS

### Culte i devocions
El topònim gal·lès del poble significa "església de St Eirw", i una vegada va existir una capella annexa al cementiri, en la qual suposadament va ser enterrada aquesta santa menor. Una església medieval de data desconeguda va succeir a l'església normanda, i el 1504 es va assenyalar que el presbiteri era "ruïnós i les finestres no envidrades", amb la culpa del vicari Dom. Phillip Lloyd. Acusacions semblants es van fer el 1684. El 1708 es va informar que l'església (aleshores anomenada Eglwys Yrrow ) estava en bon estat.

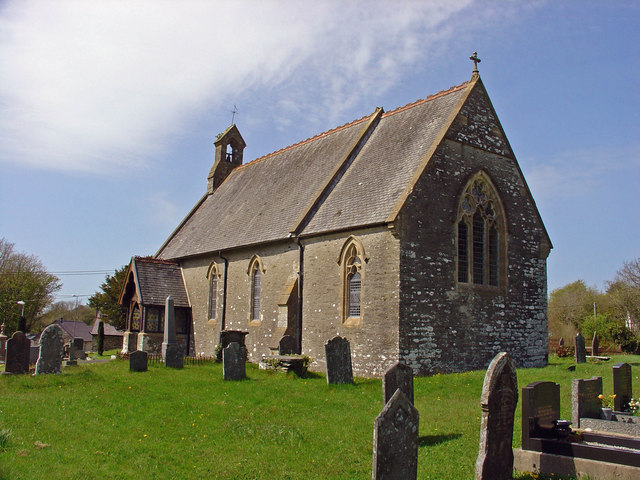
Església parroquial d'Eglwyswrw

L'actual església parroquial de Sant Cristioli està situada al centre del poble i data d'abans de 1829 quan va ser restaurada. El vicari l'any 1855 va ser el reverend Thomas Evans, en substitució del reverend D. Prothero que havia mort. L'església va ser restaurada novament el 1883 pel contractista local Evan Evans, un esdeveniment informat en profunditat pel Western Mail, que va suggerir que una església havia existit a Eglwyswrw des de 1150. El vicari l'any 1888 va ser el reverend TM Jones, que va ser citat per falta de pagament de taxes pobres deguts als delmes, però com a resultat d'arguments legals el cas va ser desestimat.
Elim Baptist Mission Room es va obrir el 1839 i es va tancar cap al 1937.

### Educació
Ysgol Gymunedol Eglwyswrw és una escola primària de nivell gal·lès situada al poble. A partir del 2022, hi havia 92 alumnes inscrits a l'escola. El 76,5% dels alumnes de l'escola són de llars de parla gal·lesa.

### Atraccions
Dyfed Shire Horse Farm es troba a mitja milla al sud-oest del poble per l'A487 a la seva cruïlla amb la ruta panoràmica B4329 cap a Haverfordwest sobre les muntanyes Preseliles xarxes TRS La granja ha proporcionat cavalls per a les desfilades militars, i SM la Reina va nomenar un poltre l'any 2020 en reconeixement de l'oncle del poltre que servia a la Cavalleria Domèstica i que el poltre va néixer l'aniversari de la Reina. Un dels cavalls de la cavalleria familiar va participar en la processó fúnebre de la reina Isabel II el 2022 i també en la coronació del rei Carles III el 2023. Una mica més enllà de l'A487 hi ha Castell Henllys, un fort reconstruït de l'edat del ferro. Els jardins Bro Meigan (6,5 acres) es troben a una milla a l'est del poble.